# モスクワモノレール
モスクワモノレール（ロシア語: Московский монорельс）はロシア連邦の首都モスクワにおいてモスクワ地下鉄公社によって運営されていたモノレール。モスクワ地下鉄13号線とも呼ばれた。

## 概要
モスクワ北東部を走る路線であり、全長は4.7km、6駅からなる。1998年に計画が立てられ、2004年に仮開業、2008年に本開業した。モスクワ地下鉄と同じくモスクワ地下鉄公社が運営するものの、かつては地下鉄とは完全に別運賃であった。しかし、2013年以降は90分の時間制限付きで同一切符での乗り継ぎ可能になった。2025年6月にモノレールは廃止された。

## 駅一覧
- チミリャーゼフスカヤ駅 (Тимирязевская)
- ウーリツァ・ミラシェンコワ駅 (Улица Милашенкова)
- テレツェントル駅 (Телецентр)
- ウーリツァ・アカデミカ・コロリョワ駅 (Улица Академика Королёва)
- ヴィスタヴォーチヌイ・ツェントル駅 (Выставочный центр)
- ウーリツァ・セルゲヤ・エイゼンシュテイナ駅 (Улица Сергея Эйзенштейна)

## 乗換
チミリャーゼフスカヤ駅においてセルプホーフスコ＝チミリャーゼフスカヤ線（9号線）、ウーリツァ・ミラシェンコワ駅においてリュビリーンスコ＝ドミトロフスカヤ線（10号線）、ヴィスタヴォーチヌイ・ツェントル駅においてカルーシュスコ＝リーシュスカヤ線（6号線）と接続する。